# Райх, Бенджамин
Бенджамин «Бенни» Райх (нем. Benjamin Raich, род. 28 февраля 1978 года в Арцле, Тироль, Австрия) — австрийский горнолыжник, двукратный олимпийский чемпион 2006 года, трёхкратный чемпион мира, обладатель Кубка мира в общем зачёте. Наиболее успешно выступал в технических дисциплинах.

## Общая информация

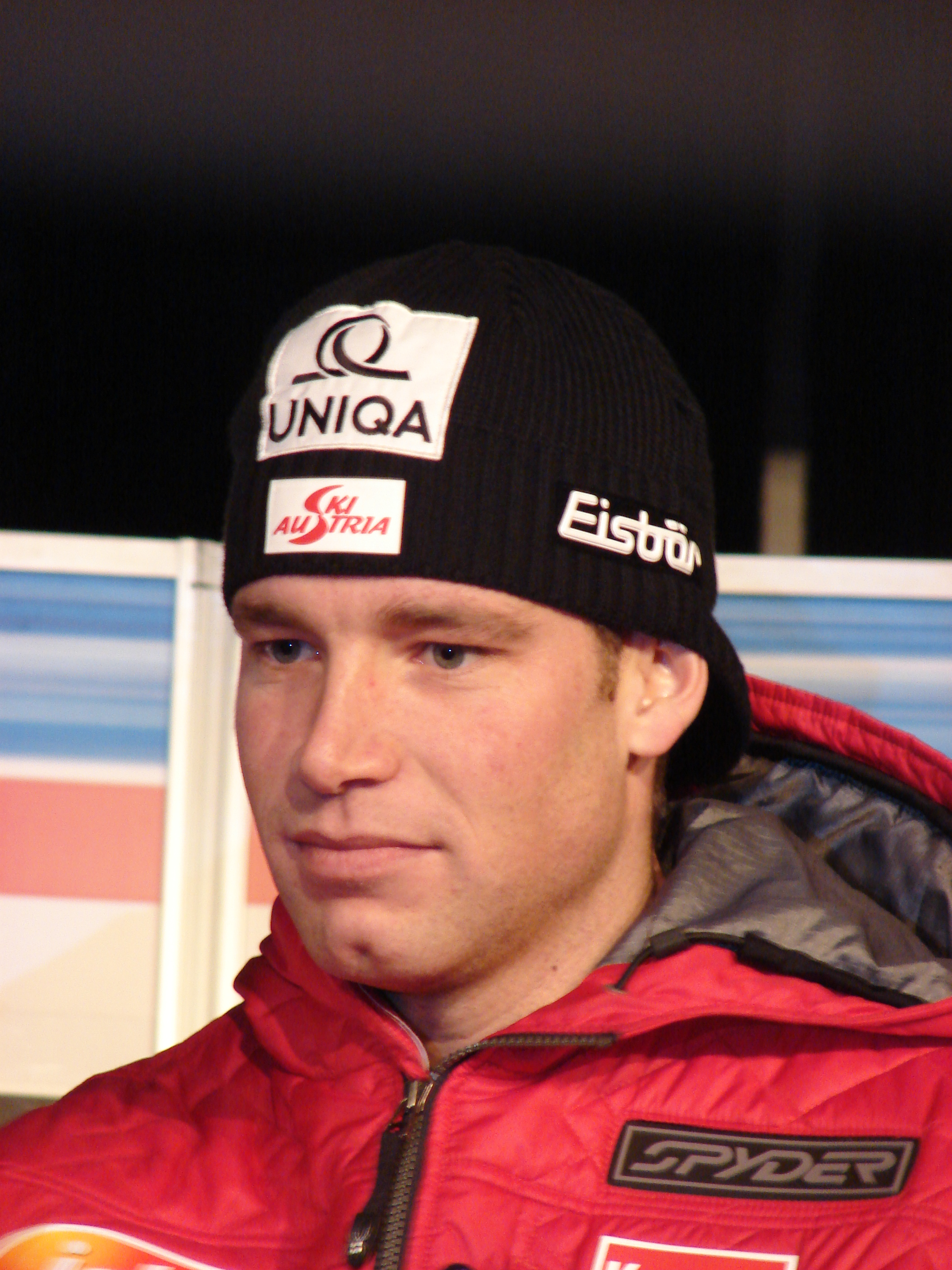
Райх в 2006 году

Дебютировал в Кубке мира в 1998 году после того как выиграл чемпионат мира среди юниоров в слаломе, гигантском слаломе и комбинации. Всего же Райх выиграл 5 золотых медалей на юниорских чемпионатах мира в 1996—1998 годах. 
17 января 2005 года в швейцарском Венгене Райх стал первым горнолыжником, победившим в новой горнолыжной дисциплине — суперкомбинации (учитывается один слалом плюс один укороченный скоростной спуск или один супергигант).
На чемпионате мира 2005 года в Бормио Райх выиграл пять медалей — во всех проводившихся дисциплинах, кроме скоростного спуска.
Всего за карьеру одержал 36 побед на этапах Кубка мира (14 — гигантский слалом, 14 — слалом, 7 — комбинация и суперкомбинация, 1 — супергигант). По общему числу побед на этапах занимает 7-е место в истории мужского Кубка мира и третье среди австрийцев после Марселя Хиршера и Хермана Майера. На этапах по слалому Райх кроме 14 побед ещё 23 раза поднимался на подиум — 10 раз на вторую ступеньку и 13 раз на третью. Является рекордсменом Кубка мира среди мужчин и женщин по общему количеству стартов (441).
В 2006 году Райх был признан лучшим спортсменом года в Австрии.
В 2014 году был выбран знаменосцем сборной Австрии на церемонии открытия зимних Олимпийских игр в Сочи, однако из-за того, что по графику выступлений прилетал в Сочи уже после церемонии, не смог выполнить почётную функцию, и флаг нёс муж сестры Райха двоеборец Марио Штехер.
10 сентября 2015 года Райх заявил о завершении карьеры.
Младшая сестра Бенджамина Карина Райх (нем. Carina Raich, род. 14 марта 1979 года) также занималась горнолыжным спортом и участвовала в Олимпиаде 2002 года в Солт-Лейк-Сити. Муж Карины Райх — известный австрийский двоеборец, двукратный олимпийский чемпион (2006 и 2010) Марио Штехер.
Весной 2015 года Райх женился на австрийской горнолыжнице Марлис Шильд, с которой встречался около 10 лет. У пары трое детей.

## Завоёванные Кубки мира
- Общий зачёт — 1 раз: 2006
- Гигантский слалом — 2 раза: 2005, 2006
- Слалом — 3 раза: 2001, 2005, 2007
- Комбинация — 3 раза: 2005, 2006, 2010

## Райх на зимних Олимпийских играх
| Олимпийские игры    | Скоростной спуск | Супергигант | Гигантский слалом | Слалом | Комбинация |
| ------------------- | ---------------- | ----------- | ----------------- | ------ | ---------- |
| 2002 Солт-Лейк-Сити | —                | —           | 4                 | 3      | 3          |
| 2006 Турин          | —                | 21          | 1                 | 1      | DNF        |
| 2010 Ванкувер       | —                | 14          | 6                 | 4      | 6          |
| 2014 Сочи           | —                | —           | 7                 | DNF1   | —          |